# LOMO LC-A

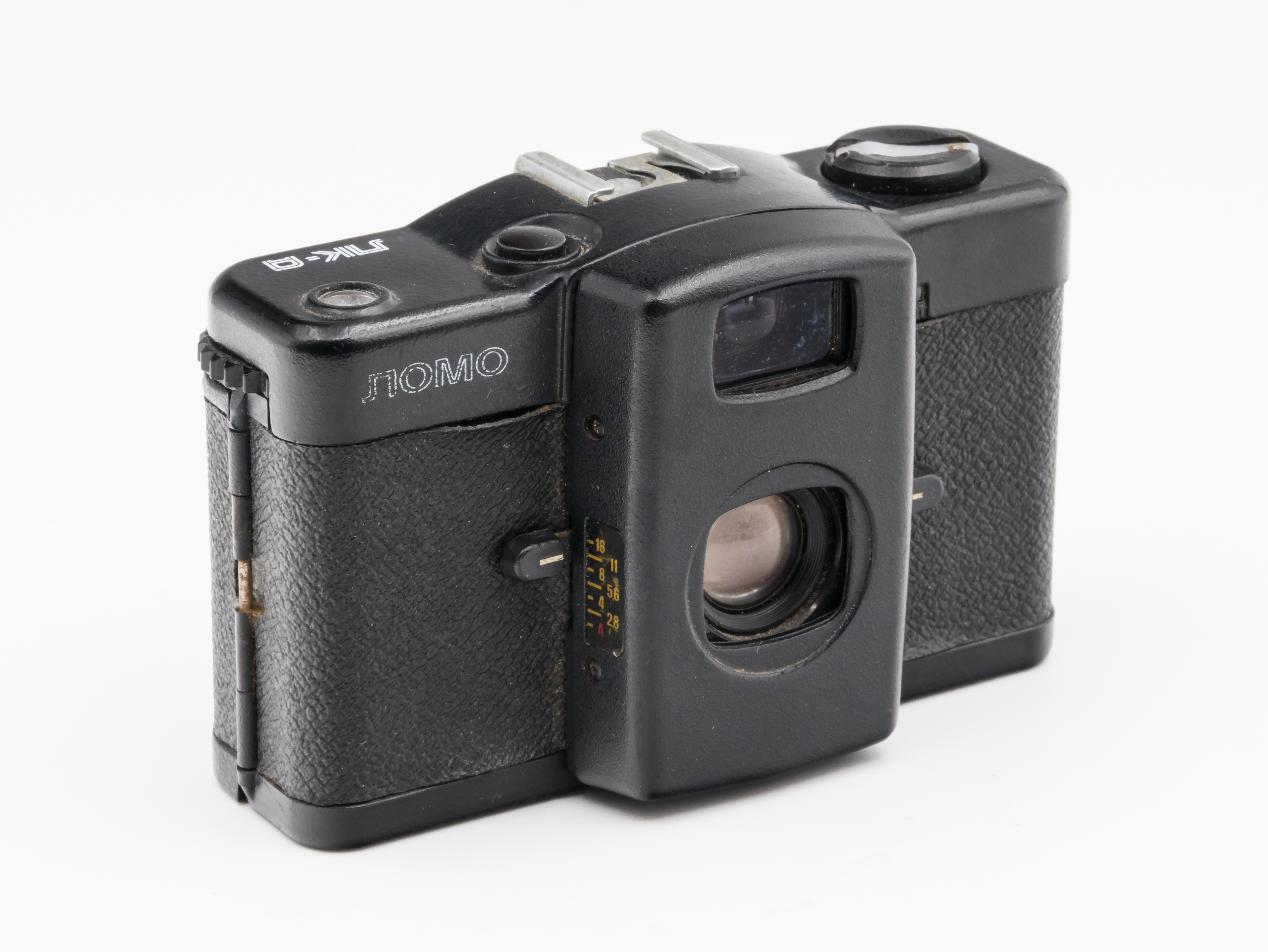
LOMO LC-A

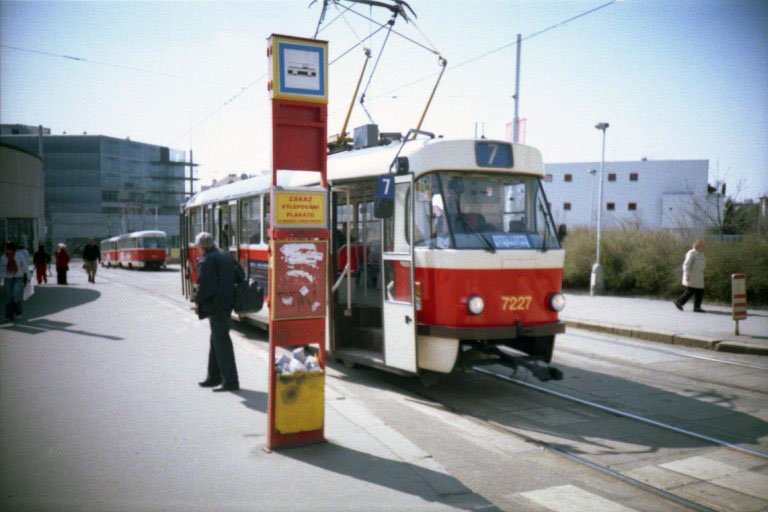
Fotografie pořízená fotoaparátem LOMO LC-A v Praze

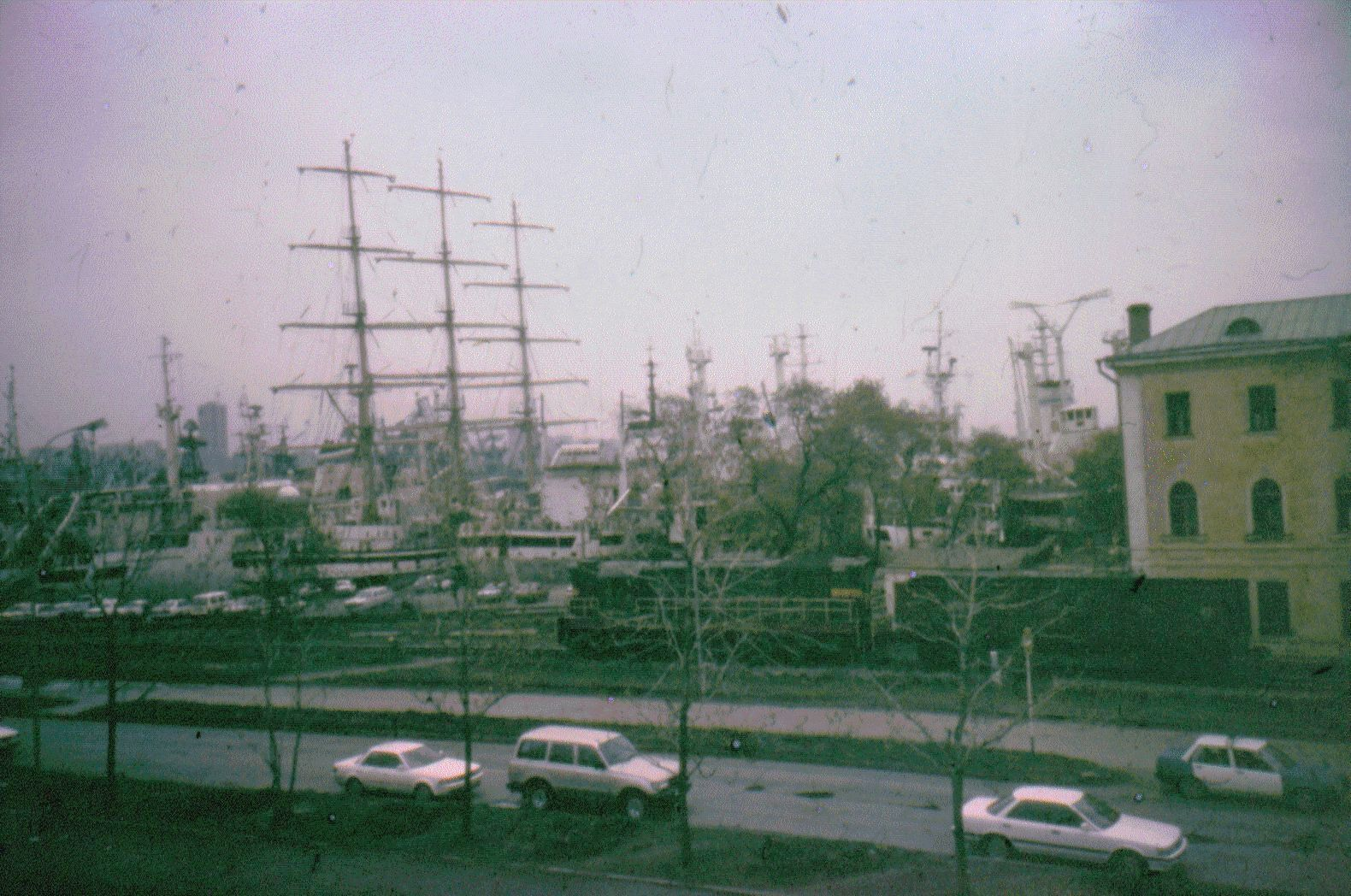
Fotografie pořízená fotoaparátem LOMO LC-A ve Vladivostoku

LOMO LC-A (Lomo Kompakt Automat LK-A nebo LC-A) je kompaktní fotoaparát na kinofilm s pevným 35 mm objektivem vyráběný továrnou Leningradskoje Optiko-Mechaničeskoje Objediněnije. Fotoaparát má plastové tělo s uzavíratelnou kovovou krytkou objektivu a hledáčkem. Fotoaparát je vybaven automatickou elektronickou závěrkou a elektronickým řízením expozice.

## Historie
Fotoaparát se začal vyrábět v roce 1984 jako sovětská kopie japonského fotoaparátu Cosina CX-2 uvedeného na trh o čtyři roky dříve. První masová výroba LOMO LC-A fotoaparátů začala v roce 1984. Měsíční produkce 1100 ks putovala výhradně na ruský trh. Po období počáteční výroby a následném zvýšení produkční kapacity, které trvalo asi půl roku, byla produkce LOMO LC-A v plném proudu. Na výrobě tohoto fotoaparátu se podílelo asi 1200 lidí, z toho 500 lidí pracovalo na kompletaci dílů.
V roce 2005 byla produkce původního přístroje LOMO LC-A ukončena. V roce 2006 byl představen jeho nástupce LOMOC LC-A+, jehož výroba se od roku 2007 přesunula do Číny. LC-A+ obsahoval stejný objektiv jako LC-A vyráběný společností LOMO PLC v Rusku.

## Princip
Expozice je jediná automatická funkce, kterou LC-A poskytuje. Vkládání, navíjení, přetáčení a zaostřování je manuální. Clona může být také nastavena manuálně. Rychlost spouště je pevně nastavena na 1/60s (tato vlastnost byla později odstraněna z LC-A+). 
Expozice je automatická při nastavení páčky do polohy A. Rychlost spouště je proměnlivá v intervalu od 2 minut po 1/500 sekundy. Rozsah clony je od f/2.8 do f/16. Automatický systém expozice reguluje množství dopadeného světla zvyšováním nebo snižováním délky expozice po dobu, kdy je závěrka otevřená. Tato funkce spolu se způsobem synchronizace blesku produkuje zajímavé efekty při použití blesku za slabých světelných podmínek. 
Zaostřování objektivu se nastavuje výběrem jedné ze čtyř zón (0,8 m, 1,5 m, 3 m a {\displaystyle \infty }). Novější verze fotoaparátu obsahují uvnitř hledáčku obrázky, které ukazují právě vybranou zónu zaostření. Touto vlastností starší modely nedisponovaly. 
Funkce kontroly baterie využívá LED kontrolku umístěnou uvnitř hledáčku. Pokud je v bateriích dostatek energie, rozsvítí se toto světlo při každém stisknutí spouště. Druhá LED kontrolka v hledáčku se rozsvítí vždy, když je zvolená rychlost uzávěrky kratší než 1/30 s. 

## Tělo
Velikostí a tvarem je aparátu velmi podobný fotoaparátu Cosina CX-2, hlavním rozdílem je pevně osazený objektiv (na rozdíl od rotujícího v Cosině CX-2). Napájení zajišťují tři ploché baterie Silver Oxide 1,5 (S76, LR44). 

## Vzhled LOMO LC-A

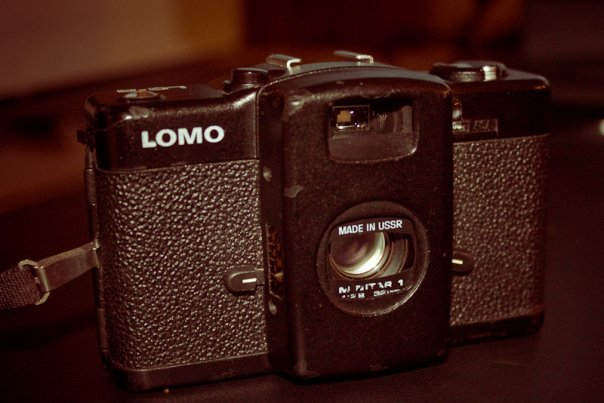
Tělo
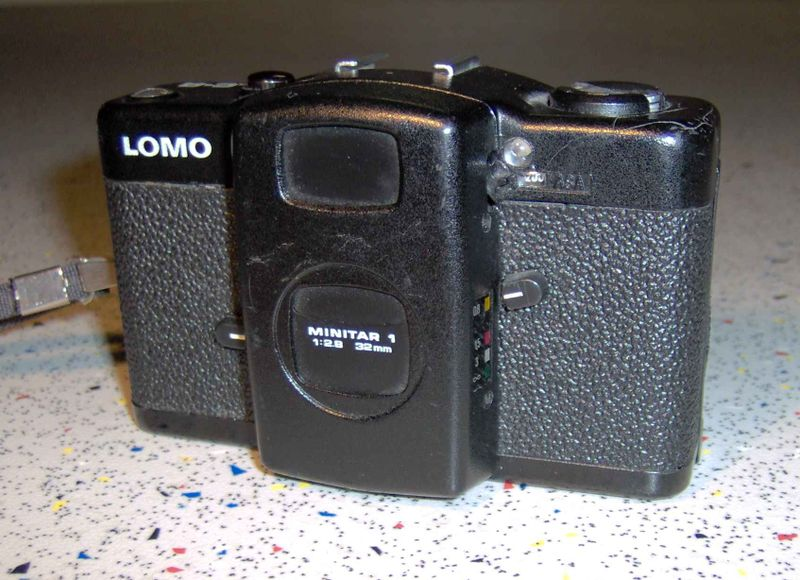
Uzavřený kryt objektivu
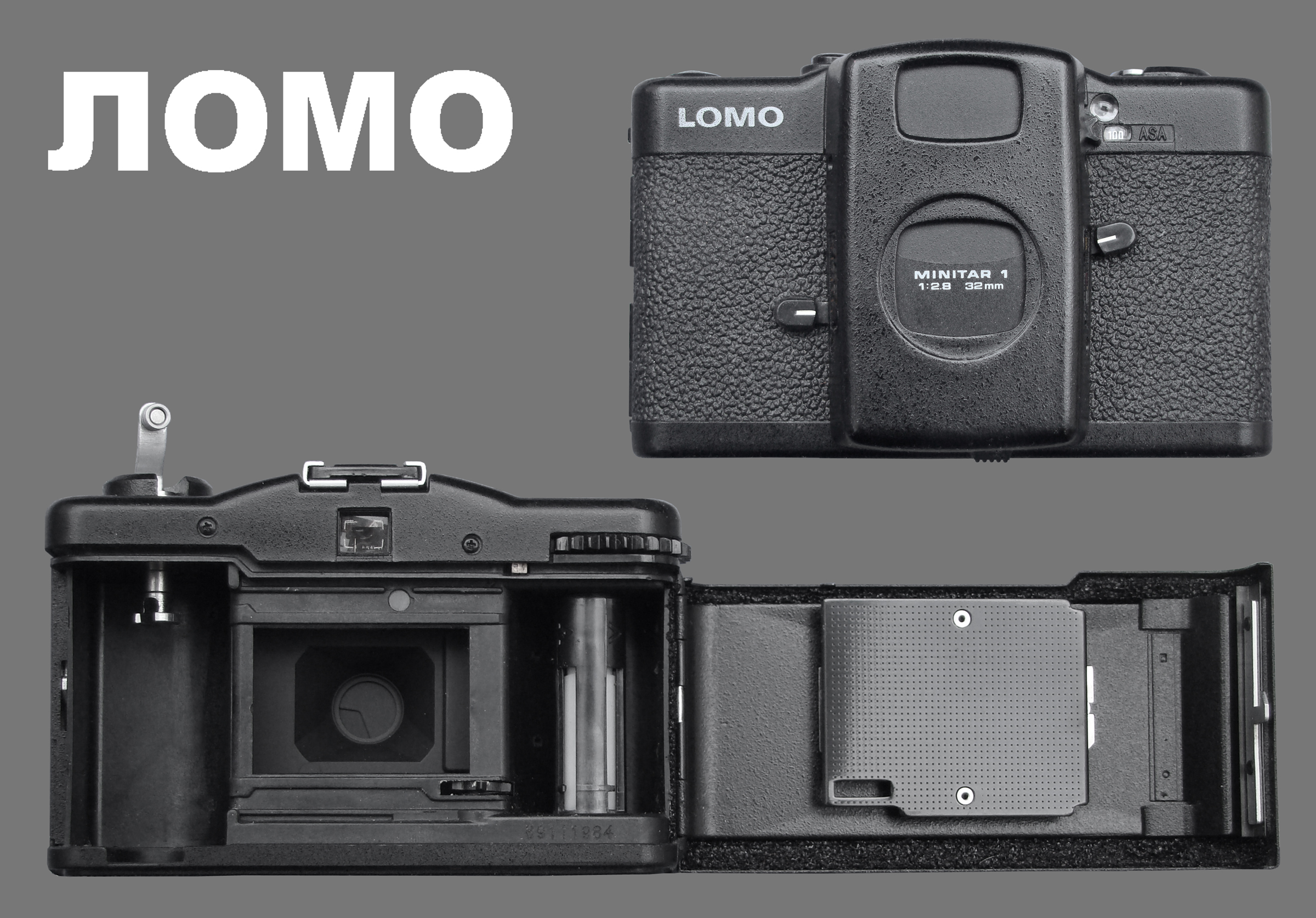
Pohled dovnitř
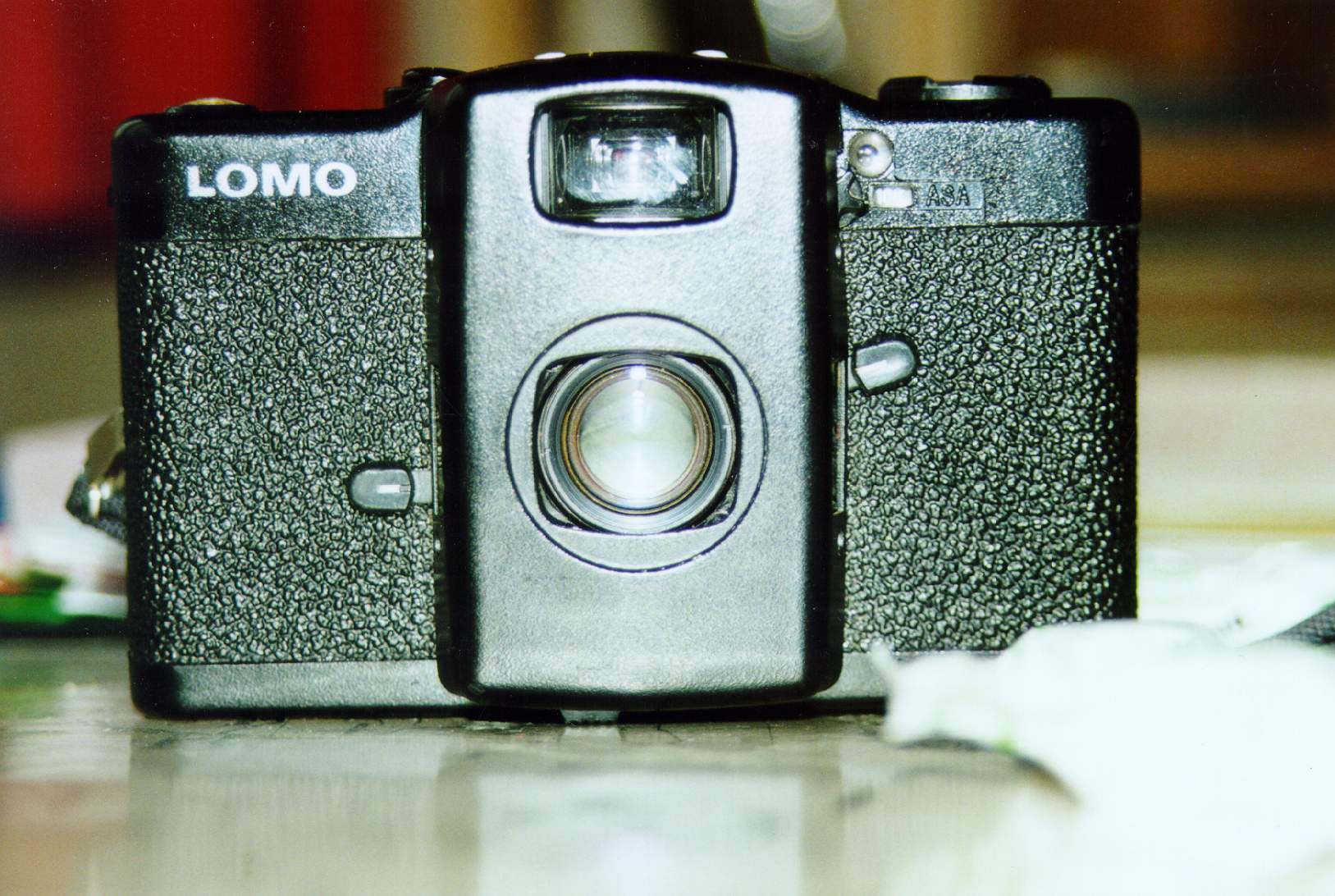
Přední strana fotoaparátu
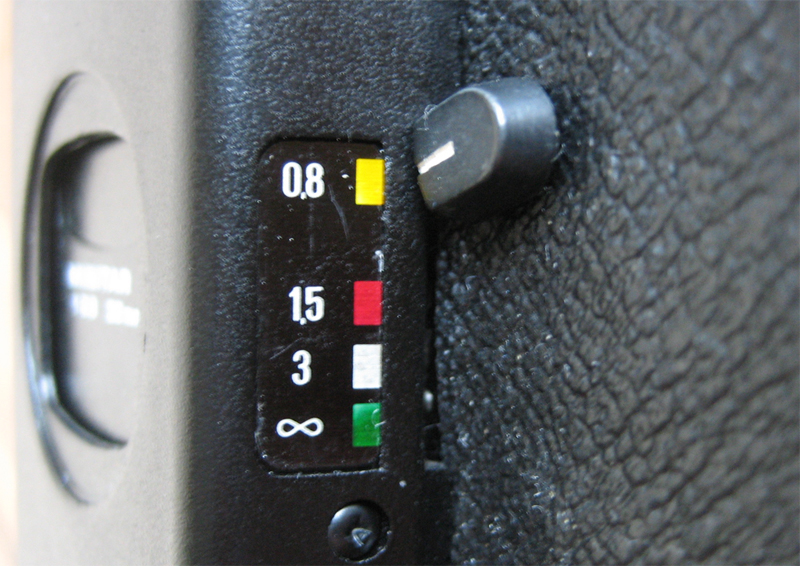
Nastavení zaostření
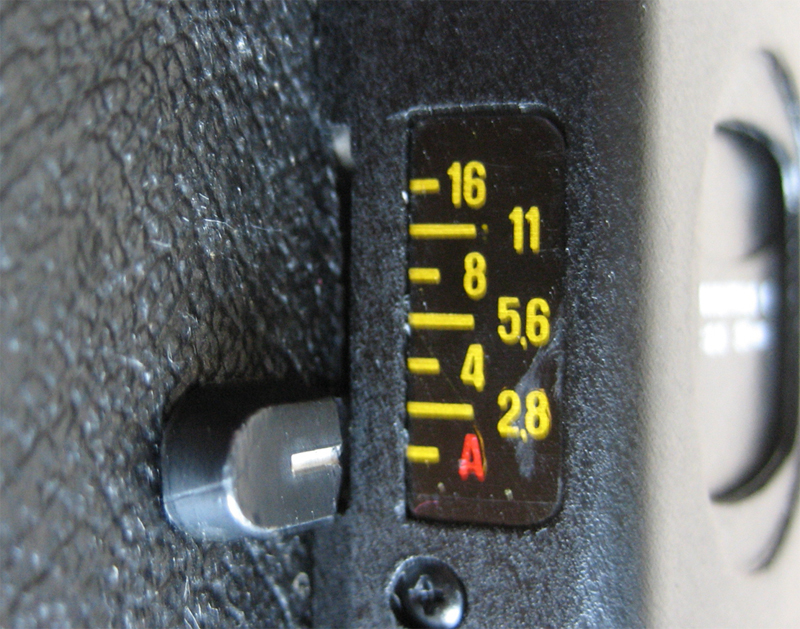
Nastavení délky expozice
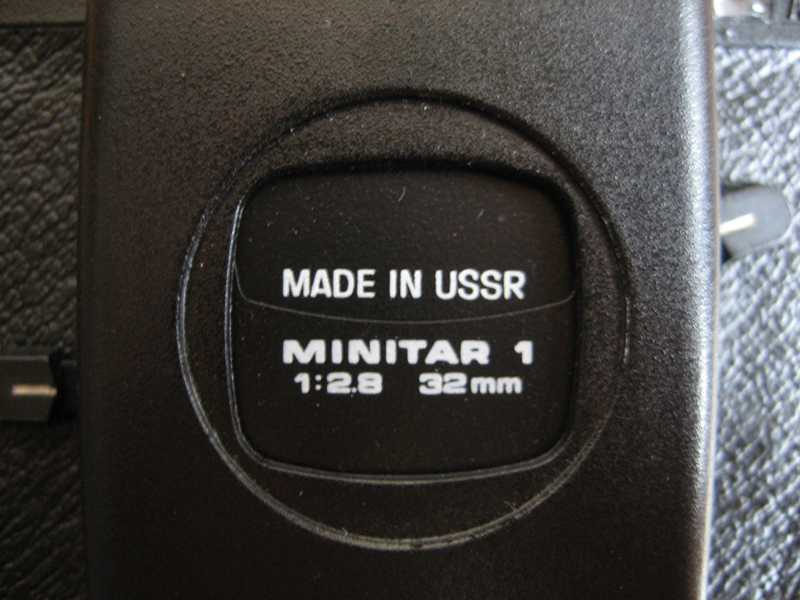
Kryt objektivu
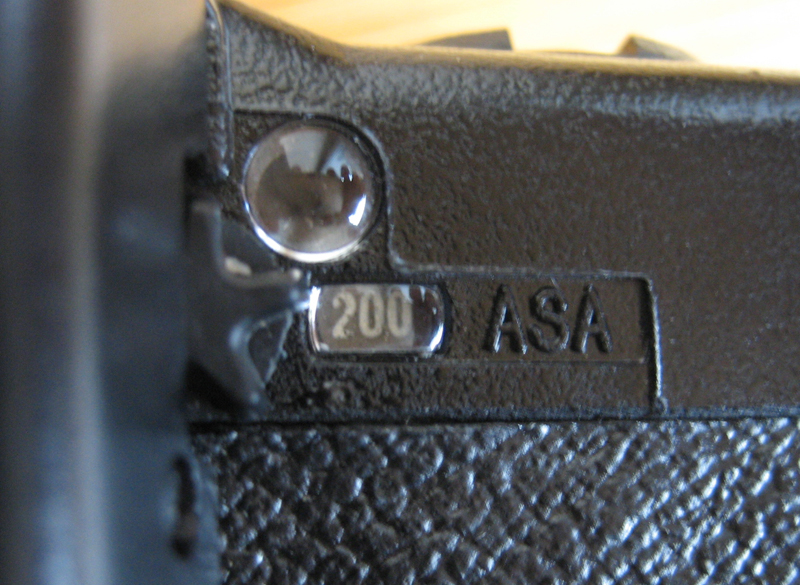
Nastavení citlivosti filmu

## Klady a zápory fotoaparátu

### Klady
- Fotoaparát je kompaktní, odolný a lehký.
- Zařízení je vždy připraveno k okamžitému použití.
- Objektiv a hledáček jsou chráněny kovovými kryty a při uzavření se přístroj automaticky vypíná. Také je blokováno tlačítko spouště.
- Objektiv fotoaparátu nabízí velkou hloubku ostrosti.

### Zápory
- Elektronické obvody fotoaparátu mají poměrně velkou spotřebu energie.
- Chybí samospoušť.
- Chybí kabelová přípojka pro blesk.

## Lomografie
Lomografie označuje fotografování kompaktním fotoaparátem LOMO LC-A. Jedná se o registrovanou obchodní známka společnosti Lomographic Society International se sídlem v Rakousku, licencované od ruské společnosti LOMO PLC. Fotoaparát LOMO LC-A se stal legendou na začátku 90. let, především v Rakousku. Existují umělci, kteří se dobrovolně omezují na jednoduché technické možnosti tohoto fotoaparátu a pokoušejí se o uměleckou fotografii oproštěnou od technických aspektů. Jeho popularita je tak vysoká, že se začaly vyrábět nové verze staré značky. Snímky pořízené tímto přístrojem se pro svou specifičnost někdy nazývají lomografie, proces jejich pořizování se označuje jako lomografování či lomení.

## Kniha
V roce 2009 byla na počest 25. výročí zahájení výroby fotoaparátu vydána kniha The LOMO LC-A Big Book. Na 664 stranách se nachází 3 000 fotografií zachycených tímto fotoaparátem.